# Oddajni center Pohorje
Oddajni center Pohorje leži na skrajnem koncu vzhodnega Pohorja na višini 1050 m. Nahaja se na gozdnatem območju. Sestavlja ga 72-metrski prostostoječ stolp. Dostop je možen preko asfaltne ceste iz smeri Hoč ter žičnico, katere postaja se nahaja približno 200 metrov od oddajnika. Pokriva predvsem območje severovzhodne Slovenije.

## Zgodovina
Oddajni center Pohorje je s svojim delovanjem pričel 1. maja 1957, ko je na frekvenci 88,5 MHz s 25-metrskega stolpa, predvsem z namenom izboljšanja slišnosti, pričel oddajati 1. program takratnega Radia Ljubljana za (vzhodno) štajersko območje, saj je ta do takrat bil oddajan s srednjevalovnega oddajnika, nahajajočega v mariborskem Teznem. Na 4. januar 1960 je z oddajnika pričel na 96,9 oddajati tudi 2. program nacionalnega radia (Val 202).
Prvi TV pretvornik je na Pohorju pričel delovati 8. avgusta 1960 z lokacije zdajšnjega oddajnega centra. Šlo je za podarjeni bivši naftni stolp podjetja Nafta Lendava in je oddajal do jeseni 1963, ko ga je nadomestil redni TV oddajnik z izhodno močjo 400 vatov. Sprva je deloval na 6. kanalu VHF-področja, kasneje pa na 11. kanalu in še danes služi za prenos 1. programa TV Slovenija (takrat TV Ljubljana).
Jeseni leta 1963 je mariborsko gradbeno podjetje Gradis poleg stolpa dokončalo novo stavbo OC Pohorje. Uradna otvoritev oddajnika se je zgodila 3. decembra 1963.. Leta 1966 je oddajni stolp bil prvič saniran ter povišan za 16 metrov, montirana je bila tudi nova FM-antena. Leta 1973 je pričel oddajati radio Maribor, in sicer na 93,1 MHz, takrat je bil oddajni stolp povišan za 15 metrov. Po letu 1974 je na takratni frekvenci 101,6 MHz nekaj časa oddajal tudi takratni lokalni program Radia Maribor. Leta 1975 je s pohorskega oddajnika pričel oddajati drugi program nacionalne televizije na UHF-kanalu 56. V letu 1983 se je zgodila tretja sanacija ter ojačitev oddajnega stolpa. Leta 1985 je pričel oddajati radijski program Slovenia International, namenjen tujcem in turistom, in sicer na frekvenci 102,8 MHz. V letu 1996 je na frekvenci 105,3 MHz pričel s Pohorja oddajati še program Ars, leto prej pa televizija Pop TV na kanalu 59.
Analogno televizijsko oddajanje se je končalo 1. decembra 2010. Do leta 2013 je bila na oddajniku prisotna stalna ekipa, ki je pred časom štela tudi do 9 ljudi. Kasneje se je oddajni center avtomatiziral in nadzor nad delovanjem je prevzel kontrolni center v Domžalah.
Poleg nacionalnih programov sta z bližnjih sosednjih stolpov oddajana zasebna programa Radio Center (na 103,7 MHz) in Radio City (na 100,6 MHz). Prav tako so na voljo vsi programi TV Slovenija v DVB-T multipleksu A (območje Vzhod) ter komercialni TV-programi v multipleksu C. Od leta 2016 z oddajnika Pohorje obratuje digitalni nacionalni radijski multipleks (v tehniki DAB+) R1 na frekvenci 215,072 MHz vertikalno, od 2020 pa tudi regionalni radijski multipleks R2 na frekvenci 225,648 MHz vertikalno.

## Oddajani programi
Z oddajnika Pohorje so oddajani analogni (FM) in digitalni (DAB+) radijski programi ter digitalni televizijski programi (DVB-T). Do leta 2010 je oddajnik deloval tudi za potrebe analogne televizije.
| Frekvenca (MHz) | Program                      | RDS PS   | RDS PI | ERP (kW) | Sevalni diagram krožno (ND) usmerjena (D) | Polarizacija horizontalna (H) vertikalna (V) |
| --------------- | ---------------------------- | -------- | ------ | -------- | ----------------------------------------- | -------------------------------------------- |
| 88,5            | Prvi program                 | __PRVI__ | 9201   | 5        | D (90°-230°)                              | H/V                                          |
| 93,1            | Radio Maribor                | MARIBOR_ | 9426   | 3        | D (130°-200°)                             | H/V                                          |
| 96,9            | Val 202                      | VAL_202_ | 9202   | 3        | D (90°-230°)                              | H/V                                          |
| 102,8           | Radio Slovenia International | RADIO_SI | 933A   | 8        | D (90°-230°)                              | H/V                                          |
| 105,3           | Ars                          | __ARS___ | 9203   | 2        | D (90°-230°)                              | H/V                                          |

| Frekvenca (MHz) | Multipleks   | Programi v multipleksu | Polarizacija horizontalna (H) vertikalna (V) | Zaščitni interval                                                                        |
| --------------- | ------------ | --- | -------------------------------------------- | ---------------------------------------------------------------------------------------- |
| 215,072         | MULTIPLEX R1 | - Prvi program - Val 202 - Ars - Radio SI - Radio Ognjišče - Hitradio Center - Radio 1 - Radio 1 80-a - Rock radio - Radio City - Radio Študent - Radio Salomon - Radio Veseljak - Radio Net FM - Radio Ekspres - Radio Aktual | V                                            | 3A (razen Radio Antena, Radio 2, Radio BOB, Odprti radio; le-ti programi uporabljajo 4A) |

| Frekvenca (MHz) | Multipleks     | Programi v multipleksu | Polarizacija horizontalna (H) vertikalna (V) | Zaščitni interval |
| --------------- | -------------- | --- | -------------------------------------------- | ----------------- |
| 225,648         | MULTIPLEX R2 E | - Radio Maribor - Pomurski madžarski radio - Radio Krka - Koroški radio - Radio Ptuj - Murski val - Radio Sraka - Radio Maxi - Radio Aktual Kum - Radio Celje - Radio Velenje - Štajerski val - Radio Fantasy - Radio BOB - Radio Antena | V                                            | 3A                |

| Kanal | Frekvenca (MHz) | Multipleks  | Programi v multipleksu                                | ERP (kW) | Sevalni diagram krožno (ND) usmerjena (D) | Polarizacija horizontalna (H) vertikalna (V) | Modulacija | FEC | Zaščitni interval | Bitrate (MBit/s) |
| ----- | --------------- | ----------- | ----------------------------------------------------- | -------- | ----------------------------------------- | -------------------------------------------- | ---------- | --- | ----------------- | ---------------- |
| 27    | 522000          | MULTIPLEX A | - SLO1 HD - SLO2 HD - SLO3 HD - TV MARIBOR - TV KOPER | 100      | ND                                        | H                                            | 64-QAM     | 2/3 | 1/4               | 19,905           |

1. ↑   https://igorfuna.com/transmitting-sites/slovenia/pohorje. {{navedi splet}}: Manjkajoč ali prazen |title= (pomoč)
2. ↑  »arhivska kopija«. Arhivirano iz prvotnega spletišča dne 12. avgusta 2023. Pridobljeno 12. avgusta 2023.
3. ↑  »arhivska kopija«. Arhivirano iz prvotnega spletišča dne 12. avgusta 2023. Pridobljeno 12. avgusta 2023.
4. ↑  »arhivska kopija«. Arhivirano iz prvotnega spletišča dne 12. avgusta 2023. Pridobljeno 12. avgusta 2023.
5. ↑   https://fmscan.org/transmitter.php?t=7500093. {{navedi splet}}: Manjkajoč ali prazen |title= (pomoč)
6. ↑   https://www.rtvslo.si/radio-maribor/novice/dan-odprtih-vrat-oddajnega-centra-pohorje/467411. {{navedi splet}}: Manjkajoč ali prazen |title= (pomoč)